# Nicole Pradain
Nicole Pradain, née le 24 mai 1924 à Pithiviers (France) et morte le 18 août 2005 à Méallet, est une magistrate française.

## Biographie

### Jeunesse
La loi du 11 avril 1946 ouvre la magistrature aux femmes. Comme souvent dans ce milieu pendant des années 1950, les femmes doivent surmonter les résistances des hommes et viennent souvent d'un milieu aisé avec de multiples diplômes. Nicole Pradain cependant est issue d'un milieu plus modeste, orpheline de père et sa mère est institutrice mais est licenciée en droit et obtient un diplôme d'études supérieures en droit privé .

## Carrière
Nicole Pradain commence sa carrière en tant qu'attachée stagiaire le 26 septembre 1946. Après avoir passé avec succès l'examen d'entrée de la magistrature le 24 novembre 1947, en même temps que Suzanne Challe, elle est juge suppléante au tribunal d'Orléans le 15 juillet 1948 et déléguée au tribunal de Chinon comme juge d'instruction. Le 20 août 1949, elle rejoint le ministère de la justice en tant qu'attachée titulaire,. Elle évoluera à plusieurs postes jusqu'à celui de cheffe de la division des professions. Nommée au parquet comme substitut du procureur général Paul-André Sadon, en 1977, elle devient avocate générale en juin 1980 après un passage au conseil supérieur de la magistrature.
Nommée par Valéry Giscard d'Estaing qu'elle admire, Nicole Pradain entre le 29 mars 1979 au conseil supérieur de la magistrature comme secrétaire administratif, la deuxième femme à ce poste important après Simone Veil. C'est un rôle important et d'une grande visibilité car elle suggère des nominations de magistrats de la Cour de cassation et de présidents de cours d'appel,.
Le 6 janvier 1981, Nicole Pradain est nommée procureure générale de la cour d’appel de Riom,. Le garde des sceaux, Alain Peyrefitte se déplace pour célébrer son arrivée, car elle est la première femme procureure générale de France.
En 1986, Nicole Pradain rentre à Paris pour y prendre la fonction d'avocat général à la Cour de cassation jusqu'à sa retraite.

## Hommage
En 2018, une salle de la cour d'appel de Riom est nommée en son nom.

## Distinctions
- Officière de la Légion d'honneur. Le 27 mars 1975, Nicole Pradain est nommée au grade de chevalier dans l'ordre national de la Légion d'honneur puis faite chevalier de l'ordre, et promue au grade d'offier dans l'ordre le 17 mars 1986[3].